# 임승달
임승달(林承達, 1948년~)은 대한민국의 교수이자 도시계획기술사이다. 1975년 한양대학교 도시공학과 학사학위를 받은 그는, 1977년 서울대학교 환경대학원에서 석사 학위를 이수하게 된다. 같은 해 한국과학기술연구원(KIST)와 1980년, 한국과학기술원(KAIST) 등에서 각각 연구원 직을 수행했고, 1981년부터 강릉대학교 지역개발학과 교수로 활동하여 사회과학대학 학장을 거쳐, 1999년 강릉대학교 총장직을 맡았다. 2014년 한국농수산대학 총장에 부임했으며 1995년 대통령비서실 국가경쟁력자문위원회 위원. 2015년 대통령자문 행정중심복합도시건설추진위원회,국토정책위원회 위원 각종 정부위원회 위원으로 일을 수행했으며, 2018년 제7회 전국동시지방선거에서 더불어민주당 세종시 공직선거후보자 검증위원회 위원장 직을 맡아 후보자들을 엄격히 심사하는 등의 업무를 수행했다.

## 약력
- 1977년 한국과학기술연구원(KIST) 교통경제연구실 연구원
- 1980년 한국과학기술원(KAIST) 지역개발연구소 선임연구원
- 1981년 강릉대학교 지역개발학과 교수
- 1988년 강릉대학교 영동산업문제연구소 소장
- 1991년 강릉대학교 사회과학대학 학장
- 1994년 한국지역개발학회 부회장
- 1994년 건설교통부 사회간접자본 민간유치 평가전문위원
- 1995년 대한교통학회 부회장
- 1995년 대통령비서실 국가경쟁력강화자문위원회 위원
- 1996년 미국 델라웨어 대학교 객원교수
- 1999년~2003년 강릉대학교 총장
- 2004년~2006년 한국농수산대학 총장
- 2004년~2007년 대통령자문 행정중심복합도시건설추진위원회 위원
- 2004년~2008년 국무총리실 국토정책위원회 위원
- 2017년~2019년 세종특별자치시 정책자문위원회 위원장
- 2018년~현재 세종도시교통공사 이사회 의장
- 2018년 더불어민주당 세종시 공직선거후보자 검증위원회 위원장

## 학력
- 한양대학교 도시공학과 학부
- 서울대학교 환경대학원
- 국민대학교 대학원

## 학위
- 1975년 한양대학교 도시공학과 학사
- 1977년 서울대학교 환경대학원 석사
- 1993년 국민대학교 도시행정학 행정학박사

## 저서
- 국가균형발전을 위한 지방대학 육성방안, 2004년, 서울 : 국토연구원

## 참고자료
- 한양이 배출한 상아탑의 리더들 - 강릉대 임승달 총장 보관됨 2003-12-19 - 웨이백 머신
- 인터뷰 - 임승달총장, 교수신문, 2000년 11월 9일

## 같이 보기
- 국립강릉원주대학교
- 델라웨어 대학교
- 한국과학기술연구원
- 한국과학기술원

| 전임 강규석 | 제4대 강릉대학교 총장 1999년 4월 2일~2003년 4월 1일 | 후임 한송 |

| 전임 박해상 | 제4대 한국농수산대학 총장 2004년 2월 24일~2006년 8월 27일 | 후임 정명채 |